# Seoul Forest
Der Seoul Forest (koreanisch 서울숲, Seoulsup) ist ein im Jahr 2005 eröffneter bewaldeter Park im Herzen der Stadt Seoul (서울) in Südkorea.

## Geographie
Der Seoul Forest befindet sich im Stadtteil Seongsu-dong (성수동), rund 7 km östlich des Stadtzentrums von Seoul sowie an dem Ort, wo der Nebenfluss Jungnangcheon (중랑천) in den Hangang (한강) mündet. Die Anlage umfasst eine Fläche von 116 ha und erstreckt sich mit Unterbrechungen über eine Länge von rund 1,165 km in Südwest-Nordost-Richtung, von rund 1,25 km in Westnordwest-Ostsüdost-Richtung und von rund 1,26 km in Nord-Süd-Richtung.
Der Park wird neben den Straßen Gangbyeonbuk-ro (강변북로) und Dongbuganseondo-ro (동부간선도로), die uferseitig zwischen den Flüssen und dem Areal des Parks verlaufen, von zwei Straßen durchkreuzt. Die Seoul Metropolitan City Route 30, auch Ttukseom-ro (뚝섬로) genannt, die in Ost-West-Richtung verläuft, und die Seoul Metropolitan City Route 51, auch Gosanja-ro (고산자로) genannt, die eine Nord-Süd-Richtung vornimmt, teilen das Areal des Parks in drei Teile.

## Geschichte
Das Gelände des heutigen Parks wurde während der Joseon-Dynastie (1392–1910) als königliches Jagdrevier genutzt. Im Jahr 1908 wurde in einem Teil des Geländes eine Wasseraufbereitungsanlage installiert, die Teile von Seoul mit Trinkwasser versorgen sollte. Auch wurde das Gebiet als Golfplatz, als Sportpark und zum Teil als Galopprennbahn für den Pferdesport genutzt. Es war unter dem Namen Ttukseom Resort (뚝섬유원지) bekannt, wo in den 1960er und 1970er Jahren Kinder spielen und man mit Booten auf den Seen fahren konnte. In den 1990er Jahren plante man dann, in dem Areal ein Wohn- und Geschäftszentrum einzurichten. Doch in Ermangelung an Parks in dem Bereich von Seoul entschied man sich schließlich für die Entwicklung eines Parks. Im Jahr 2003 fand für die Realisierung des Projektes eine Ausschreibung statt, die das Unternehmen Dongsimwon Landscape Design & Construction gewann und mit der Realisierung begann. Im Juni 2005 wurde dann der Park feierlich eröffnet und den Bürgern zugänglich gemacht. Das Projekt kostete die Stadt Seoul seinerzeit insgesamt 235,2 Mrd. KRW, was nach damaligem Umrechnungskurs 167,76 Mio. Euro entsprach.
Die Stadtregierung von Seoul sagte damals, dass sie den Seoul Forest zu einem Park machen wolle, der mit dem Central Park in New York City und dem Hyde Park in London vergleichbar ist.

## Konzept

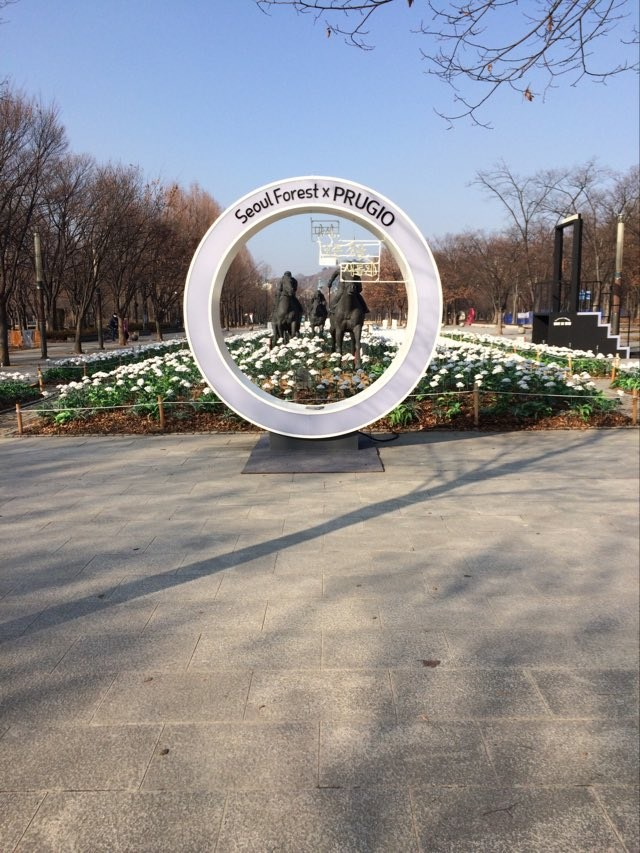
Anlage mit Skulpturen, die in Erinnerung an die Pferderennbahn ein Pferderennen abbilden sollen

Der Park ist in vier Themenbereiche untergliedert, in den Kultur- und Kunstpark, den Erlebnislernpark, den Ökowald und den Sumpfökogarten. In dem Teil, der der Kultur und der Kunst vorbehalten ist, befindet sich eine Bühne für Konzerte und Veranstaltungen und sind verschiedene Skulpturen zu finden. Dieser Teil, der sich in der Mitte des Geländes befindet, lädt auch zum Picknick und für Kinder zum Spielen ein. Der als Erlebnislernpark bezeichnete Teil entstand durch den Umbau der ehemaligen Wasseraufbereitungsanlage. Er lädt zum Lernen über das Thema Ökologie ein. Der Ökowald ist der am dichtesten bewaldete Teil des Parks und wurde mit in der Gegend um Seoul heimischen Baumarten bepflanzt. Die Attraktion in diesem Teil stellen die Sikahirsche dar, die in einem abgesperrten Bereich leben und für Besucher von einer Fußgängerbrücke aus, die über das Areal verläuft, gut zu betrachten sind. Auch die vielen Kirschbäume im Ökowald stellen in ihrer Blütezeit im Frühling eine Attraktion dar. Der Sumpfökogarten ist aus einem bestehenden Stausee entstanden, der früher bei Hochwasser das Wasser aufnahm. Der See, der sich im nördlichen Teil der Anlage befindet, lädt zur Vogelbeobachtung und zum Betrachten der Pflanzen im Feuchtgebiet ein. Hierzu wurden Holzstege zum Begehen des Gebietes errichtet.

## Bürgerbeteiligung

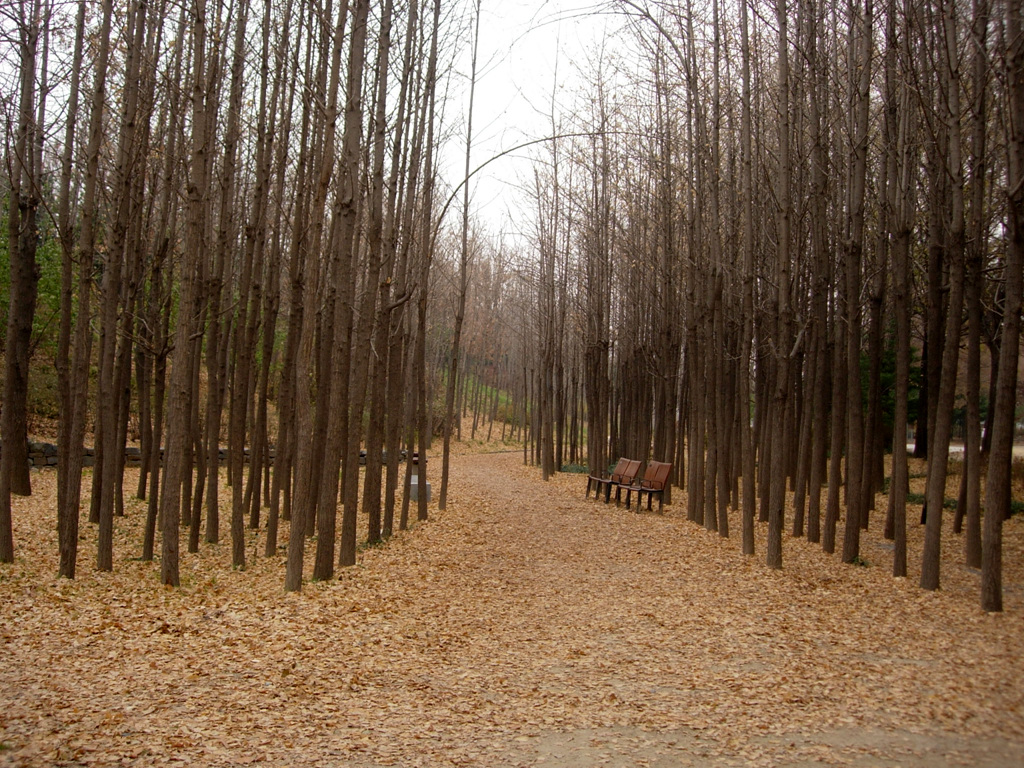
Dichter Wald im Seoul Forest

Im Planungsprozess wurden Meinungen und Anregungen der Bürger in Workshops und öffentlichen Anhörungen zusammengetragen. Im Gestaltungsprozess trugen Bürger dann Spendengelder zusammen und halfen als Beispiel mit, zehntausende Bäume zu pflanzen. Der im Jahr 2003 gegründete Seoul Green Trust übernahm seit der Eröffnung des Seoul Forest zusammen mit Bürgern die Ausgestaltung verschiedener Programme und in den Jahren 2016 bis 2021 die Verwaltung des Parks. Der Park ist der erste seiner Art in Südkorea, bei dem sich die Bürger von Seoul am gesamten Prozess, angefangen von der Planung, über die Gestaltung und die Verwaltung bis hin zum Betrieb des Seoul Forest beteiligen konnten.